# Bajimuš Njaggaleapme och Gaskkamuš Njaggaleapme
Bajimuš Njaggaleapme och Gaskkamuš Njaggaleapme eller Njaggaljavrrik är en sjö i kommunen Utsjoki i landskapet Lappland i Finland. Sjön ligger 111,6 meter över havet. Arean är 41 hektar och strandlinjen är 4,77 kilometer lång. Sjön  ingår i Tana älvs huvudavrinningsområde.   Den ligger omkring 350 kilometer norr om Rovaniemi och omkring 1100 kilometer norr om Helsingfors. 
Vuolimuš Njaggaleapme 